# Лизинг
Лизинг (енгл. Leasing) је пословни однос између два правна или физичка лица, у коме једно лице, уз накнаду, уступа другом на договорено време, право на коришћење одређеног простора и/или опреме за обављање његове делатности. Ова врста послова карактеристична је за земље у транзицији, у којима предузећа обично немају довољно новца да уложе у куповину нове опреме или технологије, па до таквих ресурса долазе лизингом. Услови закупа регулишу се уговором, којим се поред осталог утврђује вредност закупљених добара, рок лизинга, висина и начин плаћања закупнине у одговарајућим ратама и др. Према светској пракси у зависности од рока на који се даје ресурс зависи и закупнина - односно што је рок краћи она је већа.
Предности лизинга су следеће:
- Не уплаћује се депозит као код кредита
- Потписивањем ових послова не умањује се кредитна способност примаоца лизинга
- Средства за отплаћивање рата издвајају се из текућих прихода чиме опрема отплаћује саму себе

У пословима лизинга, за разлику од класичних купопродајних послова, власништво над предметом закупнине остаје непромењено.
У складу са уговором о лизингу, закупац може по истеку рока: 1) да откупи закупљено добро, 2) да новим уговором продужи закуп, 3) да откупи закупљено добро по тржишној цени неамортизоване вредности или уговором о лизингу по унапред договореној цени.

## Правна регулатива
Уговор о финансијском лизингу као и сам посао финансијског лизинга правно су регулисани у законодавству Републике Србије Законом о финансијском лизингу који је донет у мају 2003. године.
Посао финансијског лизинга, у смислу овог закона, је посао у коме давалац лизинга:
1. са испоручиоцем предмета лизинга одређеним од стране примаоца лизинга закључује уговор на основу кога стиче право својине на предмету лизинга, према спецификацији примаоца лизинга и под условима које, уколико се односе на интересе примаоца лизинга, одобрава прималац лизинга (уговор о испоруци);
2. са примаоцем лизинга закључује уговор о финансијском лизингу којим се обавезује да на примаоца лизинга пренесе овлашћење држања и коришћења предмета лизинга на уговорено време, а прималац лизинга се обавезује да му за то плаћа уговорену накнаду у уговореним ратама (уговор о лизингу).

Уговор у коме су давалац лизинга и испоручилац исто лице не сматра се уговором о лизингу у смислу овог закона већ уговором о закупу.
Уговор о финансијском лизингу је именовани, двострано обавезан, теретан, формалан, комутативан, формуларан, као и intuitu personae уговор. 
Напомена: Преузето из Закона о финансијском лизингу Републике Србије.